# Бил Хейли
Бил Хейли (на английски: Bill Haley) (6 юли 1925 – 9 февруари 1981) е сред първите американски рокендрол музиканти.
Значително допринася за популяризирането на жанра рокендрол в началото на 1950-те години със своята група Bill Haley & His Comets и песента им „Rock Around the Clock“, станала хит.